# Mimikry (Psychologie)
Als Mimikry bezeichnet man in der Psychologie das Phänomen, dass Menschen andere Menschen unbewusst und automatisch nachahmen. Die Bezeichnung dieser Verhaltensweise wurde aus der Biologie übernommen, wo Mimikry die Ähnlichkeit von Tieren einer bestimmten Art mit denen einer zweiten Art bezeichnet, so dass Tiere einer dritten Art die beiden anderen Arten nicht sicher voneinander unterscheiden können und miteinander verwechseln.

## Formen
Es gibt verbales, emotionales und verhaltensbezogenes Mimikry sowie Mimikry von Gesichtsausdrücken.
So führt beispielsweise eine Unterhaltung dazu, dass man sich der Sprechgeschwindigkeit, der Wortwahl und dem Dialekt des Gesprächspartners anpasst. Zeigt ein anderer einen emotionalen Gesichtsausdruck, aktivieren wir ebenfalls die dafür nötigen Muskeln im Gesicht und fühlen uns auch zumindest ansatzweise wie unser Gegenüber. Auch anderes Verhalten wird nachgeahmt, wie beispielsweise das Wackeln mit dem Fuß oder die Körperhaltung.

## Auftreten
Da Mimikry völlig unbewusst und automatisch auftritt, zeigt sich Mimikry in allen direkten (Interaktion) und indirekten (z. B. jemanden im Fernsehen sehen) sozialen Situationen. Die Ursachen liegen darin, dass man grundsätzlich das Bedürfnis hat, gemocht zu werden oder zu einer bestimmten Menschengruppe dazuzugehören, und somit ein hohes Affiliationsmotiv hat. Verstärkt wird dies, wenn man guter Laune ist, da man dann eher auf automatische Prozesse zurückgreift und einen als „field-dependant“ bezeichneten kognitiven Stil zeigt.
Mimikry beeinflusst soziale und nicht-soziale Faktoren. Man imitiert eher Menschen, mit denen man sich identifizieren kann (Eigengruppe) bzw. die einem sympathisch sind, um diesen die eigene Sympathie zu signalisieren und um deren Sympathie zu erlangen. Dies führt dazu, dass der Nachgeahmte den anderen mehr mag und sich eine bessere Beziehung aufbaut. Daher führt Mimikry zu einem Gefühl der Verbundenheit, das wie ein sozialer Kleber wirkt, der auch die Hilfsbereitschaft steigert. Darüber hinaus verstärkt die soziale Mimikry ganz allgemein prosoziale Tendenzen gegenüber Dritten, die über die direkte Interaktionsdyade hinausgeht, und ist somit von elementarer Bedeutung für die Kooperationsfähigkeit.  Auf nicht-sozialer Ebene führt Mimikry beispielsweise dazu, dass man sich leichter überzeugen lässt, wenn man nachgeahmt wird. Es hat auch Konsequenzen hinsichtlich der Selbstregulationsfähigkeit des Nachahmenden.

## Begründung
Es gibt eine Reihe von Theorien, warum Menschen andere Menschen nachahmen. Es wurde gezeigt, dass wir über eine neuronale, passive Wahrnehmungs-Verhaltens-Verbindung verfügen, so dass die Wahrnehmung des Verhaltens eines anderen automatisch zur neuronalen Aktivierung der für dieses Verhalten verantwortlichen Neuronen unseres Körpers führt (siehe: Spiegelneuronen). Entstanden ist diese Verbindung durch evolutionären Vorteil, heute dient sie vor allem dazu, sozial angemessenes Verhalten zu ermöglichen (Empathie, prosoziales Verhalten etc.). So fungiert Mimikry als „sozialer Klebstoff“.